# Palakkodu
Palakkodu is een panchayatdorp in het district Dharmapuri van de Indiase staat Tamil Nadu. 

## Demografie
Volgens de Indiase volkstelling van 2001 wonen er 18.614 mensen in Palakkodu, waarvan 51% mannelijk en 49% vrouwelijk is. De plaats heeft een alfabetiseringsgraad van 64%. 